# Rhinelander
Rhinelander város az Egyesült Államok Wisconsin államában, Oneida megyében, melynek megyeszékhelye is. Lakossága 8285 fő a 2020-as népszámláláskor.

## Népesség
A település népességének változása:
| Lakosok száma | 2658 | 7735 | 7798 | 8285 |
|               | 1890 | 2000 | 2010 | 2020 |